# Uehara Yūsaku
Uehara Yūsaku (上原 勇作 Thượng Nguyên Dũng Tác) sinh ngày 6 tháng 12 năm 1856, mất ngày 8 tháng 11 năm 1933, là một Nguyên soái trong Lục quân Đế quốc Nhật Bản.

## Tiểu sử

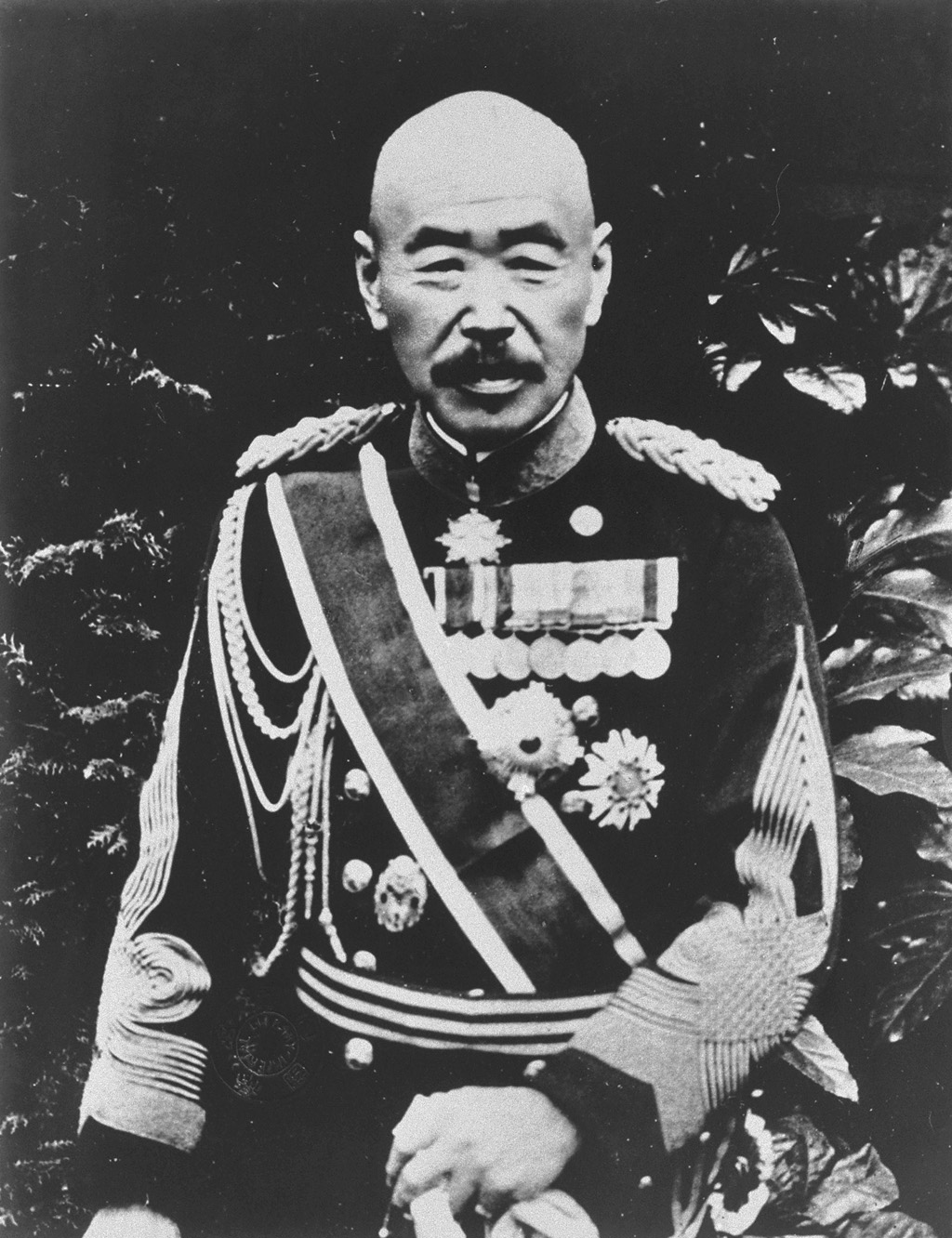
Uehara Yūsaku

Sinh ra ở thành phố Miyakonojo, tỉnh Hyuga (hiện nay là tỉnh Miyazaki), cha ông là một samurai của miền Satsuma. Ông tốt nghiệp Trường Sĩ quan Lục quân (Đế quốc Nhật Bản) năm 1879, Akiyama Yoshifuru là một trong những bạn học của ông. Uehara được gửi sang Pháp để nghiên cứu kĩ thuật hiện đại hóa quân sự từ năm 1881 đến năm 1885. Sau đó ông tham gia Chiến tranh Nga-Nhật, làm sĩ quan tham mưu của Quân đoàn 4 Nhật Bản. Nguyên soái Nozu Michitsura là cha nuôi của ông.
Năm 1900, Uehara được thăng hàm thiếu tướng và được bổ nhiệm làm hiệu trưởng trường Pháo-Công binh Lục quân. Năm sau, ông làm tư lệnh binh chủng công binh.
Năm 1904, ông làm Tham mưu trưởng Quân đoàn 4. Sau đó đến năm 1906 quay lại làm tư lệnh công binh. Năm 1906, ông được thăng lên hàm trung tướng.
Tháng 9 năm 1907, được ban Nam tước.
Năm 1908, làm sư trưởng sư đoàn 7, rồi sau đó là sư trưởng sư đoàn 14.
Tháng 12 năm 1912, Uehara được bổ nhiệm làm Bộ trưởng Lục quân thuộc nội các của thủ tướng Kinmochi Saionji. Kể từ khi chính phủ theo đuổi một chính sách thắt chặt tài chính, đã sớm dẫn đến cuộc xung đột với quân đội, khi quân đội yêu cầu tăng kinh phí để thành lập thêm 3 sư đoàn bộ binh. Uehara từ chức Bộ trưởng Chiến tranh trong khi cuộc xung đột xảy ra.
Từ tháng 3 đến tháng 6 năm 1913, Uehara là Tư lệnh của Sư đoàn 3 Lục quân.
Năm 1914, ông là Cục trưởng Cục Quân huấn.
Năm 1915, Uehara được thăng hàm đại tướng lục quân, làm tham mưu quân sự cho Nhật hoàng. Từ tháng 12 năm 1915 đến tháng 3 năm 1923, Uehara giữ cương vị Tổng Tham mưu trưởng. Như vậy, Uehara Yusaku là người đã trải qua cả ba cương vị cao nhất của Lục quân Đế quốc Nhật Bản, đó là Cục trưởng Cục Quân huấn, Tổng Tham mưu trưởng và Bộ trưởng Lục quân. Ngoài Uehara, chỉ có Sugiyama Gen từng trải qua cả ba cương vị này. Khi ở cương vị Tổng Tham mưu trưởng, ông cùng với Tanaka Giichi và Ugaki Issei đã tổ chức Cuộc can thiệp Sibir, hỗ trợ lực lượng Bạch Vệ chống lại Hồng quân Bolshevik.
Năm 1921, Uehara nhận chức Nguyên soái, và nhận được tước hiệu Shishaku (Tử tước), trong hệ thống Kazoku cùng năm.
Ông mất năm 1933 tại Tokyo.

### Sách
- Dupuy, Trevor N. (1992). Encyclopedia of Military Biography. I B Tauris & Co Ltd. ISBN 1-85043-569-3.
- Harries, Meirion. (1994). Soldiers of the Sun: The Rise and Fall of the Imperial Japanese Army. Random House. ISBN 0-679-75303-6.
- Jansen, Marius B. (1992). The Making of Modern Japan. Belknap Press.
- Sims, Richard. (1992). Japanese Political History Since the Meiji Renovation 1868-2000. Palgrave Macmillan. ISBN 0-312-23915-7.

### Liên ết ngoài
- National Diet Library. "Uehara Yusaku". Portraits of Modern Historical Figures.